# Robert Martínez i Montoliu
Robert Martínez i Montoliu   (Balaguer, 13 de juliol de 1973) és un exfutbolista i entrenador de futbol català. Actualment, entrena la selecció de futbol de Portugal.

## Trajectòria
Jugava de migcampista. S'inicià a les categories inferiors del CF Balaguer del qual passà al filial del Reial Saragossa on jugà un parell de partits de la temporada 1993-94 amb el primer equip, campió de la Copa del Rei aquella mateixa temporada. La temporada següent tornà al CF Balaguer, però en la temporada 1995-96 es traslladà al Regne Unit on passà la major part de la seva trajectòria com a jugador. Defensà els colors del Wigan Athletic FC, Motherwell FC, Walsall FC i Swansea City AFC, com a clubs principals. Cal destacar que en la seva primera temporada al Wigan, Robert Martínez va fer història en ser el primer jugador de ciutadania espanyola a marcar un gol a la FA Cup. Va ser en el partit de desempat de la primera ronda d'aquesta competició contra el Runcorn FC Halton. Amb el Swansea assolí l'ascens de categoria a la League One l'any 2005. Aquest club li oferí el càrrec d'entrenador el 2007, on fou nomenat entrenador del mes durant tres mesos consecutius. Portà l'equip a guanyar el campionat de la League One el 2007-08.
El 2009 va debutar com a entrenador de la Premier League dirigint el Wigan Athletic FC mantenint-lo a la màxima categoria del futbol anglès. La temporada 2012-13, es proclama campió de la FA Cup amb el Wigan, davant el Manchester City FC. A la final el gol de Ben Watson en el temps de descompte possibilità que guanyessin per primera vegada en la seva història un gran títol.

### Selecció de Bèlgica
El 3 d'agost de 2016, va substituir Marc Wilmots com a nou seleccionador de Bèlgica. Un any després, el 3 de setembre de 2017, va aconseguir de classificar el combinat belga per a la Copa Mundial de Futbol de 2018, essent a més el primer equip a fer-ho.

### Selecció de Portugal
El 2025, essent seleccionador de la selecció de Portugal, va guanyar la Lliga de les Nacions de la UEFA en derrotar la selecció espanyola a la tanda de penals després d'empatar 2-2 a la final.